# Gubbio
Gubbio es una ciudad italiana de la región de Umbría, en la provincia de Perugia. Cuenta con una población de unos 35 000 habitantes.

## Geografía
Gubbio es una antigua ciudad de Umbría, situada a los pies del monte Ingino y atravesada por el río Camignano.

## Historia

### Edad Antigua
Los primeros asentamientos datan de la prehistoria. La ciudad fue fundada por los umbros y fue conocida con el nombre de Ikuvium. Un testimonio de esa época son las Tablas Eugubinas descubiertas el año 1444 y propiedad de la ciudad desde 1456, que constituyen un conjunto de siete tablas de bronce que contienen rituales y normas de una cofradía de sacerdotes del dios Júpiter. Son un importante elemento para la comprensión de la antigua lengua umbriana.
Tras la conquista romana, su nombre se transforma en Iguvium. En el año 295 a. C. se alía con Roma y en 89 a. C. obtiene la ciudadanía romana y se constituye en municipio. Conserva su rango municipal durante todo el imperio y desde 416 es sede episcopal. De la época romana se conserva un importante teatro romano.

### Edad Media
En el año 552 fue destruida por el rey ostrogodo Totila, para ser reconstruida con gran prontitud por los bizantinos junto al monte Inginus; en 772 fue ocupada por el rey longobardo Liutprando.

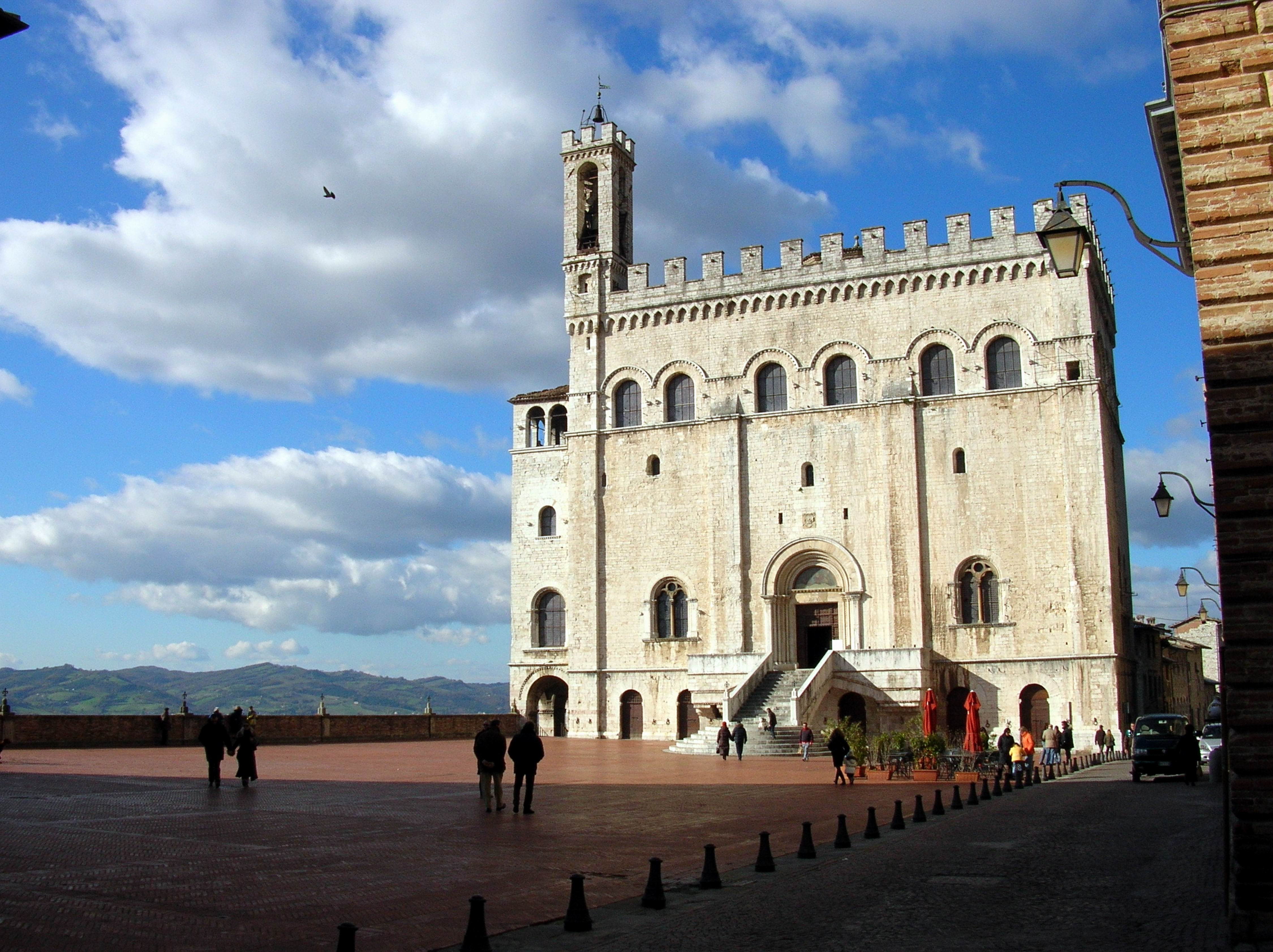
Palacio del cónsul

Pipino el Breve primero y Carlomagno después, la incluyeron en los territorios cedidos a la Iglesia. Esto hizo que fuera gobernada por sus obispos hasta la segunda mitad del siglo XI y englobados bajo la tendencia gibelina. La política expansiva de la ciudad la enfrentó con la cercana Perugia, situada a unos cuarenta kilómetros. Una confederación de ciudades dirigida por Perugia atacó Gubbio en 1151 pero fueron derrotadas, atribuyéndose la victoria en la ciudad a un milagro obra del obispo Ubaldo Baldassini.
En 1163 el emperador Federico I Barbarroja sancionó el reconocimiento jurídico de Gubbio, así como de todo el territorio que dominaba. En 1191 Enrique IV absolvió la ciudad por un acto de rebelión contra el emperador y reconoció y amplió la concesión de Federico I.
En los años siguientes Gubbio controlaba el territorio hasta Cagli y Certaldo. Los enfrentamientos con Perugia fueron frecuentes y en el año 1257 los perugianos obtuvieron venganza de su derrota de 1151 y ocuparon parte de los dominios de Gubbio. Así traspasó el poder a los güelfos en 1263 después de tantos años de ser un baluarte gibelino. Los territorios perdidos volvieron por el tratado de paz de 1273. El papa reconocería a Gubbio el dominio de Pergola, Montesecco y Serra San Abbondio.
El 23 de mayo de 1300, los gibelinos se hicieron con el poder de la ciudad pero rápidamente las milicias de las familias burguesas güelfas de los Orsini y Gabrielli lo recuperaron. En 1338 se aprobó el nuevo estatuto ciudadano que permitía ser elegido para las magistraturas independientemente de ser güelfo o gibelino, siempre que fuera noble y tuviese una renta mínima.
En los años siguientes el gobierno de la ciudad oscilaba entre distintas fases entre el poder de la Iglesia y de algún señor local. Así en 1351, Giovanni Gabrielli, miembro de una de las principales familias locales, se convertía en señor de la ciudad, pero poco después en 1354 la ciudad fue asediada y ocupada por el cardenal Gil Álvarez de Albornoz, en nombre de la Iglesia.
En 1376 la ciudad se rebeló contra el poder papal y se hizo independiente del mismo, pero en el año 1381 el obispo Gabriel Gabrielli, de la familia local de los Gabrielli, consiguió el poder que ejerció de forma absoluta como señor y supondría el regreso del poder papal. Los ciudadanos se levantaron contra él en 1383 y anularon las decisiones del obispo, que sitió la ciudad (1384). Los rebeldes se entregaron al cabo de un mes a Antonio II Montefeltro que después fue reconocido por el papa (1390) y gobernó hasta 1404. Los Montefeltro ejercieron el gobierno de la ciudad como vicarios pontificios. 

### Edad Moderna
Con los Montefeltro vino una nueva época de paz y de prosperidad. En 1508 la familia Della Rovere sustituyó a los Montefeltro hasta el 28 de abril de 1631, cuando murió el duque Francesco Maria della Rovere, y el ducado pasó de nuevo a los Estados pontificios.

### Edad Contemporánea

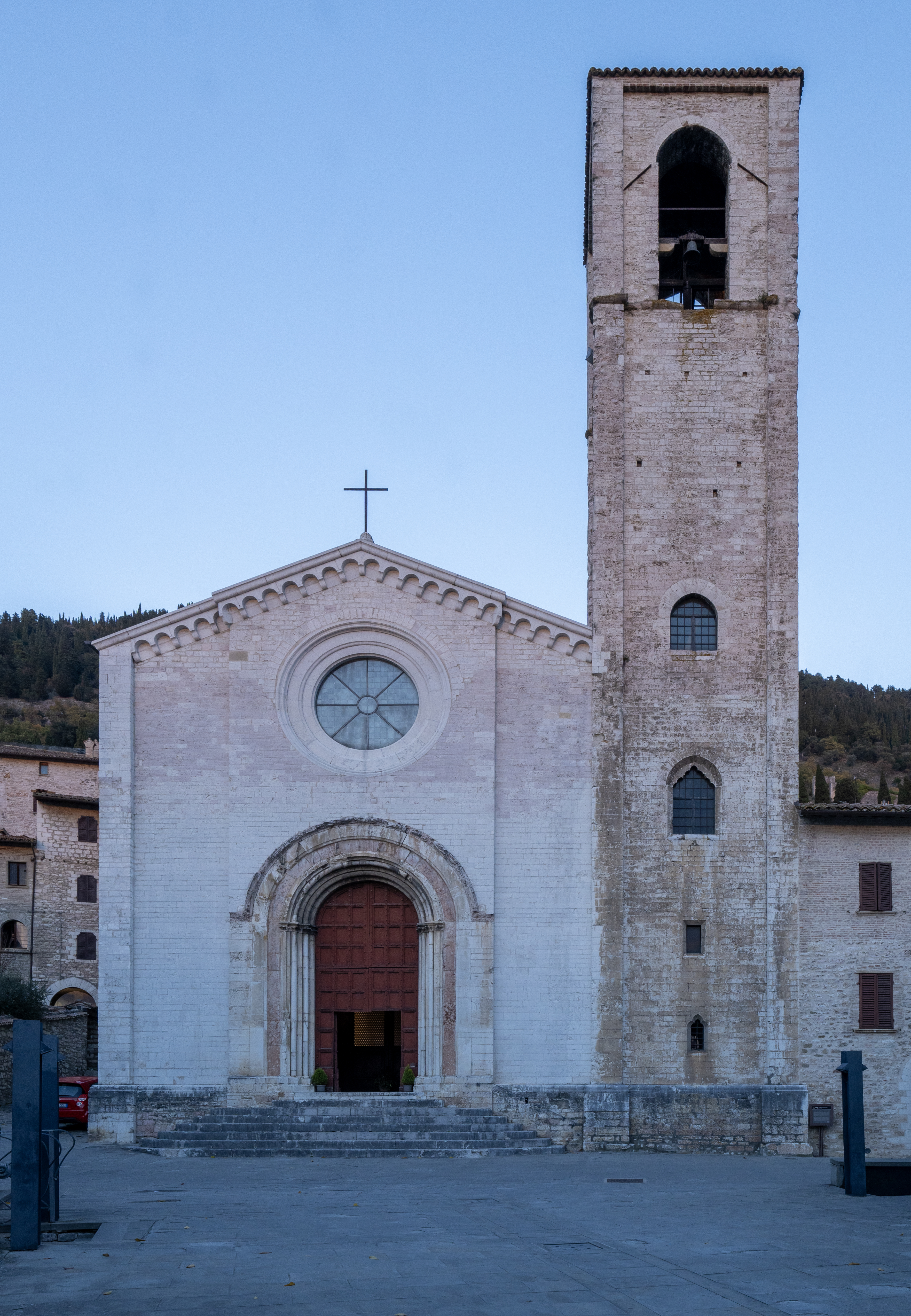
Iglesia de San Juan

En el período napoleónico la ciudad fue ocupada por las tropas de la República Cisalpina de los franceses y fue unida a la República Romana y después al Reino de Italia. En 1814 volvió de nuevo a la Iglesia. 
En 1831 se levantó contra los Estados Pontificios y se estableció un gobierno revolucionario que duró cuarenta días; el 14 de septiembre de 1860 entraron en la ciudad las fuerzas del general Cadorna, y Gubbio fue pasó a formar parte de la provincia de Perugia, dentro del reino de Italia. 
El 22 de junio de 1944, los alemanes hicieron una matanza de cuarenta personas en represalia por una acción de la resistencia,  y el 25 de julio del mismo año los aliados entraron en la ciudad.

## Demografía
| Gráfica de evolución demográfica de Gubbio entre 1861 y 2001 |
|                                                              |
| Fuente ISTAT - elaboración gráfica de Wikipedia              |

## Fracciones
Branca, Torre Calzolari, Spada, Padule, San Marco, Colpalombo, Carbonesca, Biscina, Belvedere, Scritto, Ponte D'assi, Cipolleto, Ferratelle, Semonte, Casamorcia, Raggio, Monteleto, Mocaiana, Monteluiano, San Martino en Colle, Loreto, Camporeggiano, Burano.